# Lom Skalka u Sepekova
Lom Skalka u Sepekova este o arie protejată (arie specială de conservare — SAC, sit de importanță comunitară — SCI) din Republica Cehă întinsă pe o suprafață de 20,71 ha, integral pe uscat.

## Localizare
Centrul sitului Lom Skalka u Sepekova este situat la coordonatele 49°26′13″N 14°26′40″E / 49.436944°N 14.444444°E.

## Înființare
Situl Lom Skalka u Sepekova a fost declarat sit de importanță comunitară în aprilie 2005 pentru a proteja 1 specie de animale. Situl a fost protejat și ca arie specială de conservare în ianuarie 2014.

## Biodiversitate
Situată în ecoregiunea continentală, aria protejată nu include niciun habitat protejat.
La baza desemnării sitului se află o specie protejată de  amfibieni: triton cu creastă (Triturus cristatus).